# Hohenbocka
Hohenbocka (em baixo sorábio: Hory Bukow) é um município da Alemanha, situado no distrito de Oberspreewald-Lausitz, no estado de Brandemburgo. Tem 15,59 km² de área, e sua população em 2019 foi estimada em 973 habitantes.